# Взятие Бастилии
Взя́тие Басти́лии (фр. Prise de la Bastille) — один из центральных эпизодов Великой французской революции, штурм крепости-тюрьмы Бастилия 14 июля 1789 года.
Сама крепость построена в 1382 году. Она должна была служить укреплением на подступах к столице. Вскоре она стала выполнять функции тюрьмы, преимущественно для политических заключённых. За 400 лет среди узников Бастилии было немало знаменитых личностей. Для многих поколений французов крепость была символом всевластия королей. К 1780 году тюрьма практически перестала использоваться.

## Контекст
17 июня 1789 года депутаты Генеральных штатов объявили себя Учредительным национальным собранием. Двумя днями ранее они учредили комитет по выработке Конституции. Весь политический режим французской монархии был поставлен под вопрос.
26 июня король Людовик XVI отдал приказ о концентрации в Париже и его окрестностях армии в 20 000 преимущественно наёмных немецких и швейцарских солдат. «Вот и всё, — записал писатель Артур Юнг 27 июня 1789 года — с революцией покончено». Войска расположились в Сен-Дени, Сен-Клу, Севре и на Марсовом поле. Прибытие войск сразу же накалило атмосферу в Париже. В саду Пале-Рояля стихийно возникли митинги, на которых раздавались призывы оказать отпор «иностранным наймитам». 8 июля Национальное собрание обратилось к королю с адресом, прося его отозвать войска из Парижа. Король ответил, что вызвал войска для охраны Собрания, но если присутствие войск в Париже беспокоит Собрание, то он готов перенести место его заседаний в Нуайон или Суассон. Это показывало, что король готовит разгон Собрания.
9 июля недалеко от Шалона тот же Артур Юнг встретил марширующий к Парижу полк. «Маршал Брольи назначен командующим 50 000 вокруг Парижа, — сказал ему один из офицеров. — Генеральные штаты сошли с ума, нужна полная коррекция положения».
11 июля Людовик XVI дал отставку Жаку Неккеру и преобразовал министерство, поставив во главе его барона Бретейля, предлагавшего принять самые крайние меры. «Если нужно будет сжечь Париж, мы сожжём Париж», — говорил он. Пост военного министра в новом кабинете занял маршал Брольи. Это было министерство государственного переворота.
Определённо, это решение было принято заранее. Неккер покинул Версаль около 18 часов в субботу 11 июля. Собрание в воскресный день не заседало, биржа и банки не работали - и респектабельные парижане должны были быть на отдыхе в конце недели.

## Восстание

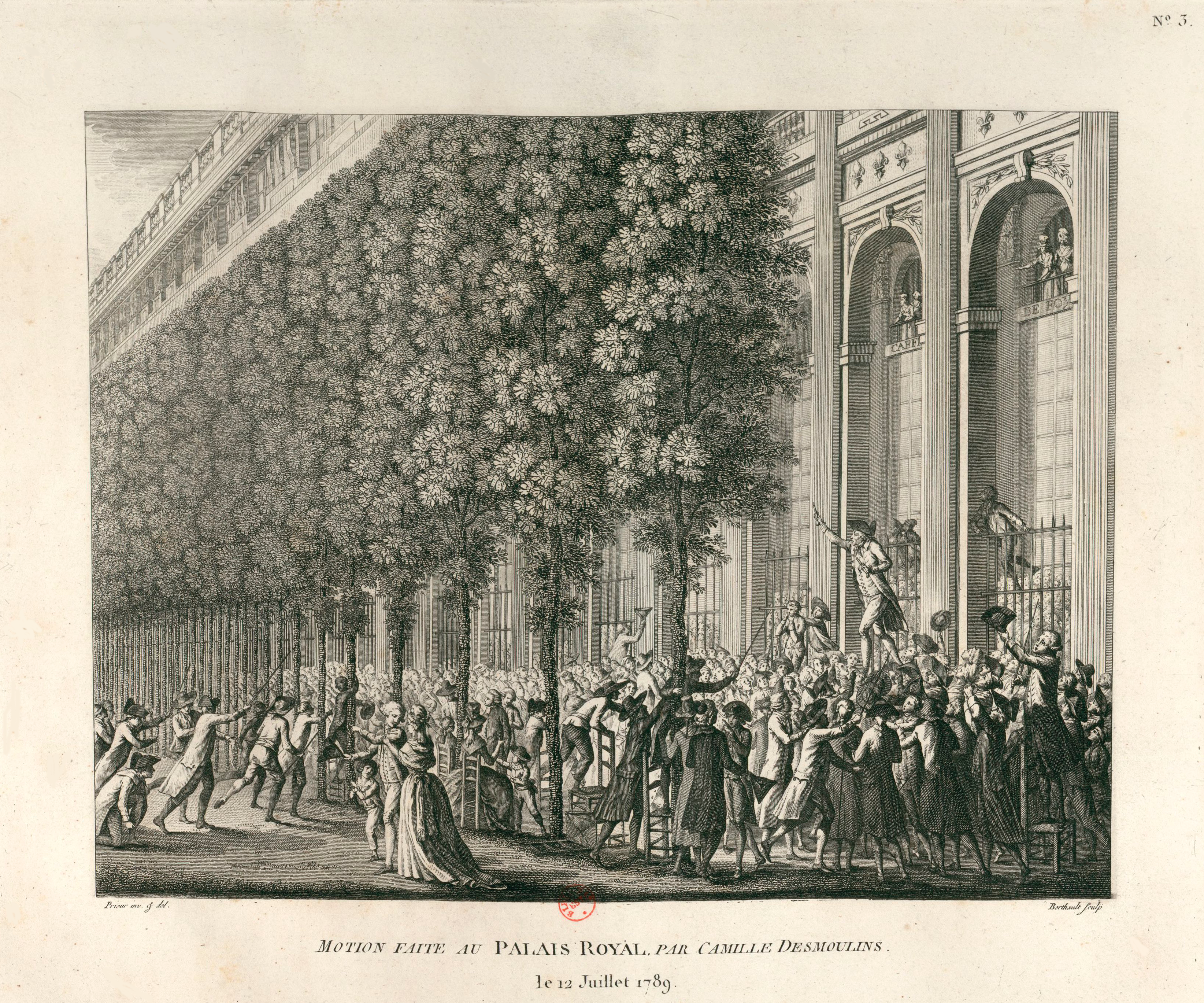
12 июля 1789

Отставка Неккера произвела немедленную реакцию. Передвижения правительственных войск подтверждали подозрения «аристократического заговора», а у людей состоятельных отставка вызвала панику, поскольку именно в нём они видели человека, способного предотвратить банкротство государства.
12 июля был прекрасный воскресный день. Париж узнал об отставке Неккера и об его отъезде за границу после полудня; эту меру сочли началом выполнения заговора, приготовления к которому уже давно намечались. Через короткое время весь город пришёл в весьма сильное волнение; повсюду собирались толпы народа, более десяти тысяч человек сошлось в Пале-Рояле, раздраженные узнанной новостью.
Люди собирались вокруг множества ораторов, выступающих с возмущёнными речами. Только один из них известен по имени — Камиль Демулен, который около четырёх пополудни, с пистолетом в руке, обратился к толпе: «Граждане! Время не терпит; отставка Неккера — все равно что набат Варфоломеевской ночи для патриотов! Сегодня вечером все швейцарские и немецкие войска выступят с Марсова поля, чтобы нас перерезать! Нам остается один путь к спасению — самим взяться за оружие! К оружию!». Слова Демулена были восприняты толпой с шумным одобрением; Демулен предложил патриотам надеть кокарды, чтобы иметь возможность различать и защищать своих. «Какую кокарду, — спросил он, — вы хотите: зелёную, цвета надежды?» — «Зелёного, зелёного», — ответила толпа. Оратор сошёл со стола и прикрепил к своей шляпе лист с дерева; все остальные последовали его примеру.

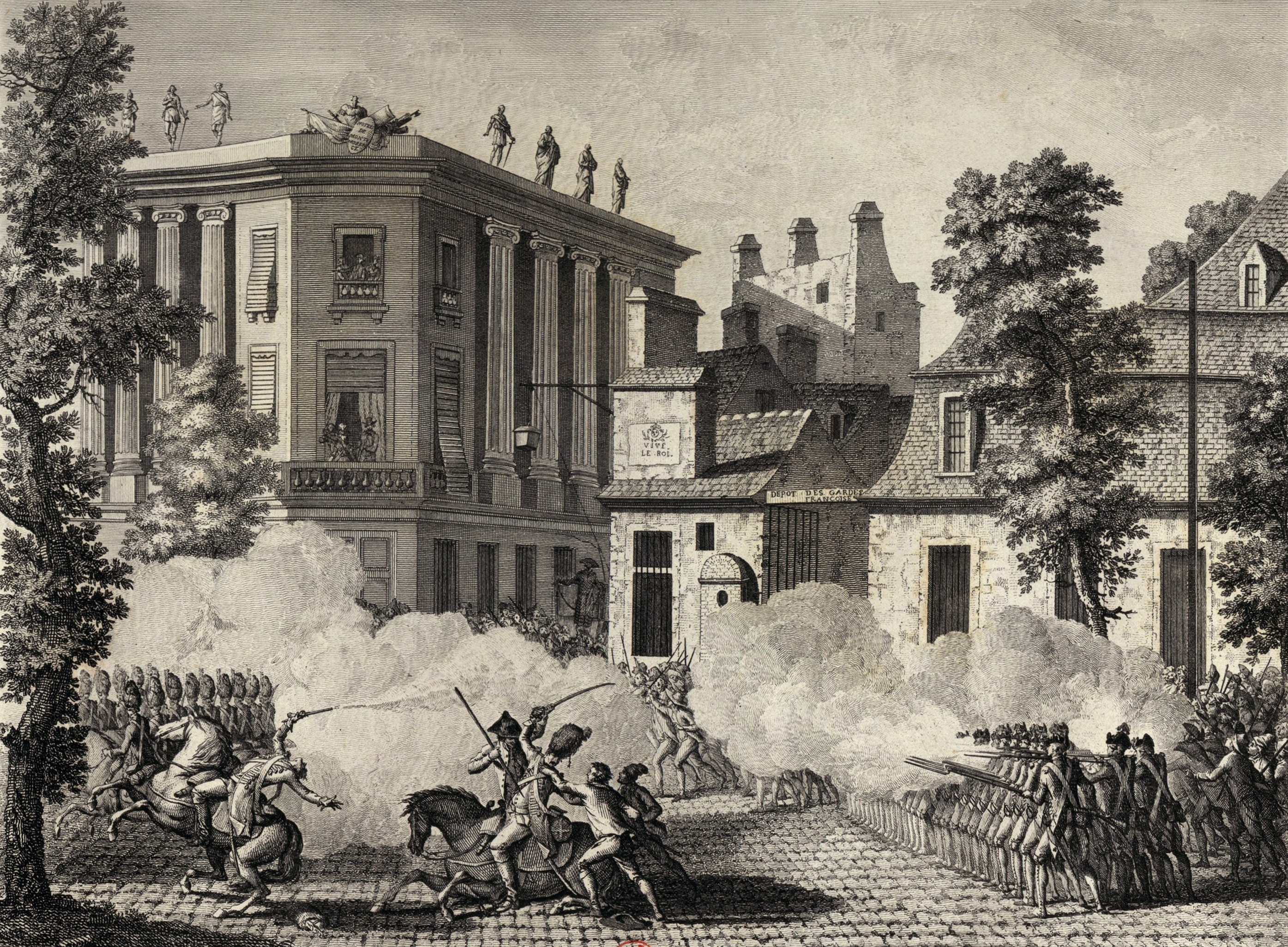
Стычка драгун немецкого полка с солдатами французской гвардии на улице Шоссе-д’Антен 12 июля.

Бюсты Неккера несли по всему городу. Шествие двигалось по улицам Сен-Мартен, Сен-Дени и Сен-Оноре, и с каждым шагом толпа все увеличивалась. Таким образом, шествие дошло до Вандомской площади, и там толпа обнесла бюсты вокруг статуи Людовика XIV. Сюда явился отряд драгун немецкого полка; он пытался разогнать шествие, но был быстро обращен в бегство градом камней; толпа продолжила свой путь и дошла до площади Людовика XV (нынешняя площадь Согласия); здесь на неё напали драгуны принца Ламбеска; толпа рассеялась, часть побежала к набережной, а другая устремилась в Тюильри через ближайший мост. Ламбеск, во главе своих солдат, с саблей наголо, преследовал бегущих в самом саду; он бросился на безоружную толпу, совершенно не участвовавшую в шествии и случайно мирно гулявшую по саду. Крики «К оружию!» вскоре начали раздаваться повсюду — в Тюильри, в Пале-Рояле, в городе и в предместьях.
Повсюду начались стычки с королевскими войсками. Позже Жан-Поль Марат утверждал, что вёл народ в атаку у Королевского моста, а Жорж Дантон поднял квартал Французского театра, где сейчас его статуя и стоит. «Солдаты французской гвардии, присоединившиеся к черни, стреляли в отряд полка Royal-Allemand, расположенный на бульваре, под моими окнами. Было убито двое и две лошади», — записал Иван Симолин, уполномоченный Екатерины II в Париже. Потерять французскую гвардию значило потерять Париж. Полк французской гвардии, отказавшись подчиниться своим офицерам, вышел с оружием из бараков и объявил себя за народ. Ненавистные заставы горели. Все заставы на правом берегу, от предместья Сен-Антуан до предместья Сен-Онорэ, а также у предместий Сен-Марсель и Сен-Жак, сожжены: налоговые списки, тарифы, документы уничтожены. Полиция исчезла и, временно, эту функцию исполняла французская гвардия. Около часа ночи комендант Парижа барон де Безенваль приказал правительственным войскам отступить из города на Марсово поле. В ту же ночь, вооружённая толпа и солдаты французской гвардии ворвались в монастырь Сен-Лазар на севере города, искали оружие, освобождали заключённых, и захватили 52 воза зерна. Поиск зерна было главной целью нападавших. Казалось, город охватывает анархия.

## От бунта к революции
Депутаты третьего сословия в Версале вначале рассматривали первые новости из столицы как катастрофу.
Что превратило движение из бунта в революцию — это готовность буржуазии взять под контроль положение в столице, а не обращаться к королю для защиты собственности. Маркиз де Феррьер отмечал, что даже финансисты и рантье сплотились в поддержке Ассамблеи и предоставили оружие, деньги, своё влияние и связи. Эта враждебность означала, что король был не в состоянии получить какой-либо кредит, если он распустит собрание.
13 июля с раннего утра гудел набат. Около 8 часов утра в ратуше собрались парижские выборщики. Избрание в Генеральные штаты было двухстепенным. Сначала выбирались выборщики из числа имевших право голоса, а уже затем они избирали депутатов. Выборщиков от Парижа было двести человек. После выборов в Генеральные штаты они продолжали собираться и обсуждать происходящие события. Именно ими и был создан 13 июля новый орган муниципальной власти — Постоянный комитет с целью возглавить и одновременно контролировать движение. На первом же заседании приняли решение о создании в Париже «гражданской милиции». Это было рождение парижской революционной Коммуны и Национальной гвардии.
Было решено, что число парижской Национальной гвардии, впредь до нового постановления, будет равно 48 тысячам человек. Все граждане приглашались записываться в эту гвардию; каждый округ должен был образовать батальон, каждый батальон выбирал своих офицеров. Зелёная кокарда была заменена кокардой красного с синим — цвета города. Все это было делом нескольких часов; округа прислали своё одобрение мерам, принятым постановлениями комитета. Комитету предлагали свои услуги чиновники, студенты, полицейские и, что важнее, французские гвардейцы. Начали формироваться патрули, и им была поручена охрана улиц.

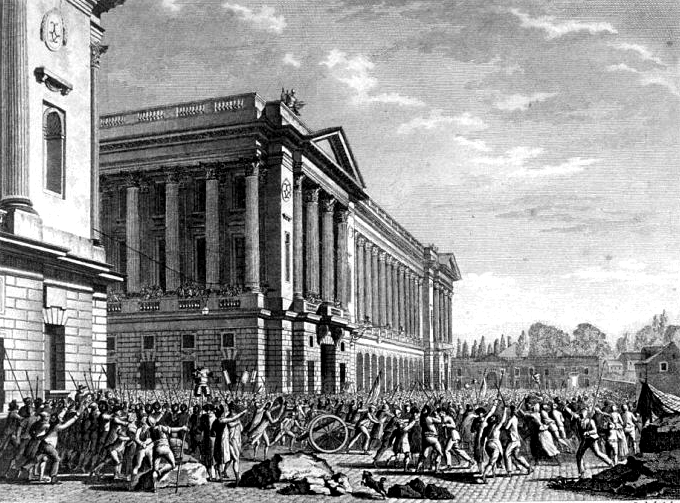
Поиск оружия 13 июля

Ждали атаки со стороны правительственных войск. Начали возводить баррикады, но не было достаточно вооружения для их защиты. По всему городу начался поиск оружия. Врывались в оружейные лавки, захватывая там всё, что могли найти, 13 июля был разграблен Арсенал. Утром 14 июля толпа захватила 32 000 ружей и пушки в Доме инвалидов, но пороха было недостаточно. Пушки были размещены при входах в предместья, около Тюильрийского дворца, на набережных и на мостах, для защиты столицы от вторжения войск, которых можно было ждать с минуты на минуту.
В это же самое утро возбудило опасение известие, что войска, бывшие в Сен-Дени, двинуты к Парижу и что пушки Бастилии направлены на Сен-Антуанское предместье. Восставшим казалось, что королевские войска окружили весь город. На севере они могли занять холм Монмартра и установить там артиллерию. На западе они могли присоединиться к Безенвалю и его швейцарцам. На юге они угрожали левому берегу Сены. А на востоке была Бастилия, где комендант Бастилии, маркиз де Лоне, выдвинул пушки в амбразуры, в результате чего всё Сен-Антуанское предместье оказалось под их прицелом. Атакованная со всех сторон, столица могла быть взята штурмом и разграблена. Комитет тотчас послал проверить это известие, разместил граждан для защиты города с этой стороны, и отправил депутацию к коменданту Бастилии с требованием снять пушки и не предпринимать никаких враждебных действий.

## Штурм Бастилии

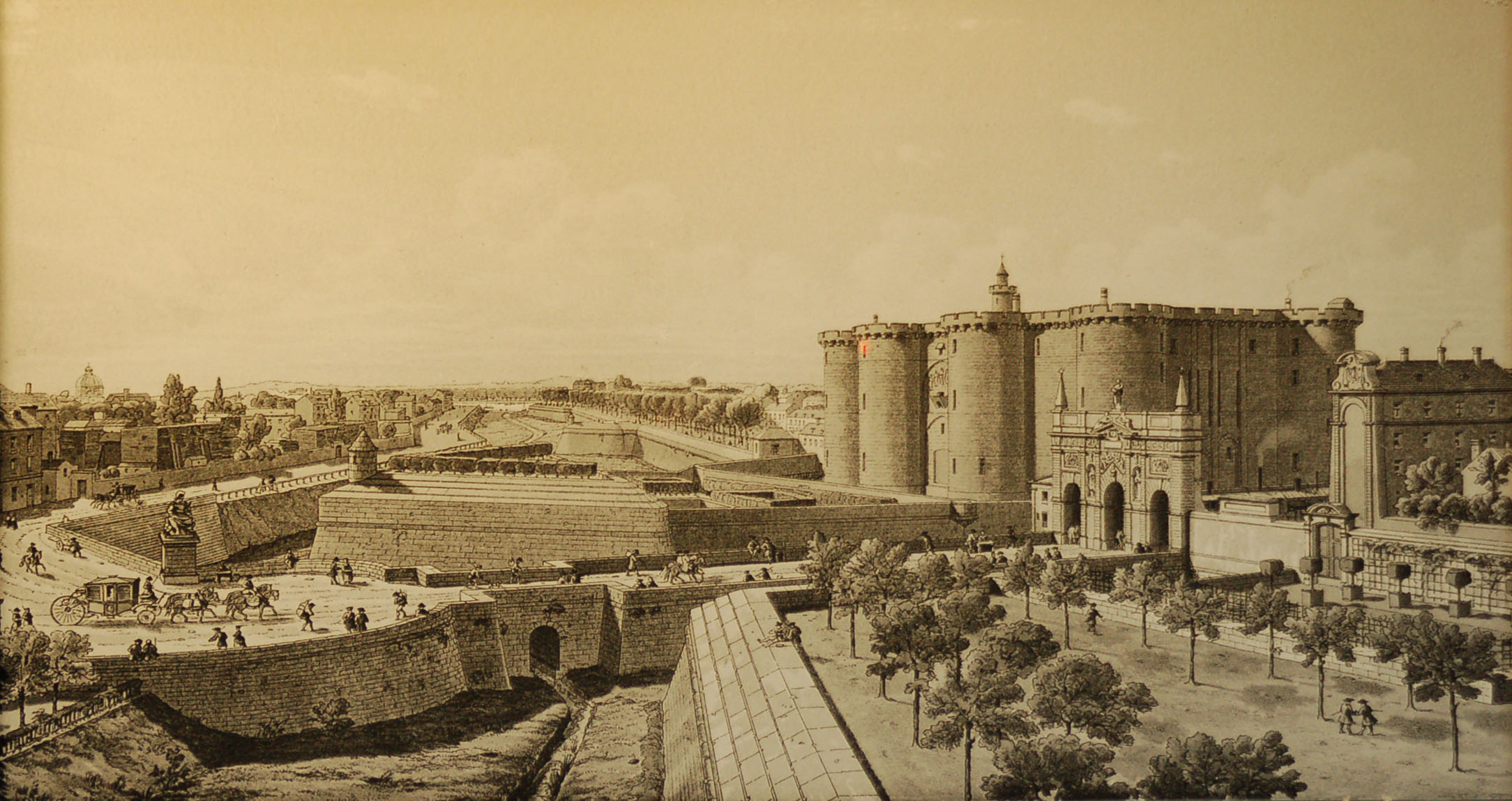
Бастилия перед революцией.

У Постоянного комитета не было серьёзных намерений брать Бастилию штурмом. Его намерения были — получить порох, находившийся в крепости, и отвести пушки от амбразур. То, что этого не случилось и что Бастилия была взята штурмом, произошло в силу обстоятельств, неподконтрольных восставшим.
Гарнизон крепости состоял из 82 ветеранов (фр. Invalides) и 32 швейцарцев, присланных в подкрепление, но главной её защитой были подъёмные мосты, толстые стены и 25-метровой ширины ров, наполненный водой; но было довольно мало съестных припасов. В крепости находилось всего семь узников — четверо фальшивомонетчиков, двое психически больных и один убийца. Жители Сен-Антуанского предместья пришли в сильное возбуждение при виде наведённых на них пушек Бастилии. Делегацию муниципалитета, первую из многих, де Лоне принял 14 июля около 10 утра, довольно вежливо, пригласил их разделить свой завтрак (фр. déjeuner) и приказал убрать пушки из амбразур.

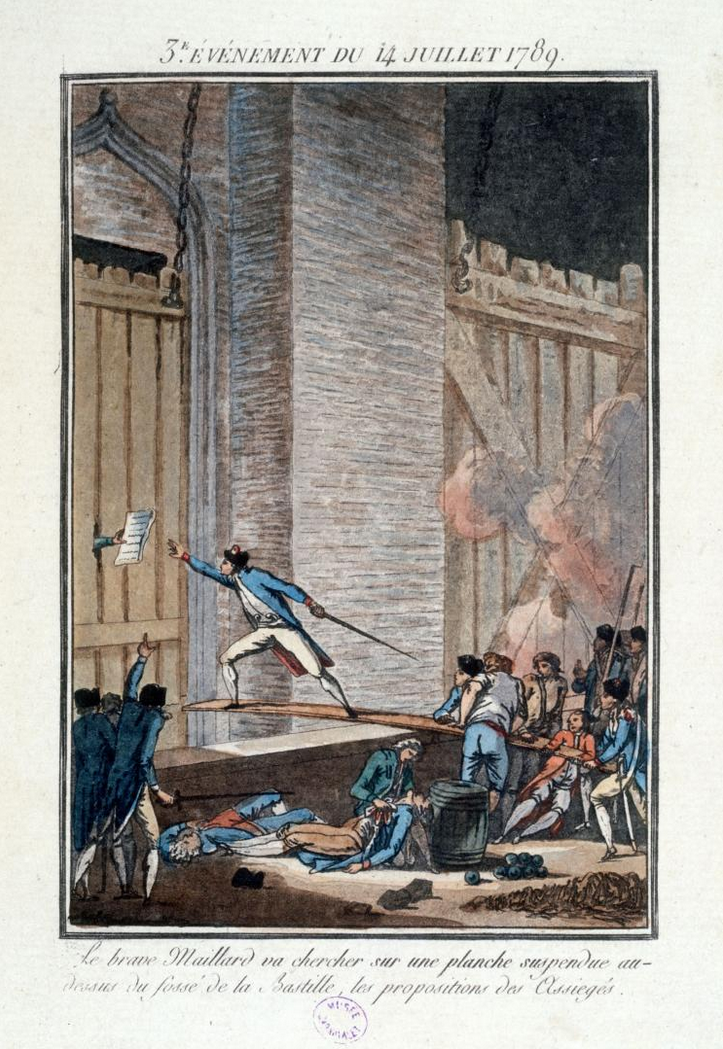
Записка де Лоне с условиями сдачи

Делегаты довольно долго не появлялись, и толпа, собравшаяся снаружи, в незащищённом внешнем дворе (фр. cour avancée), стала волноваться — предположили, что они арестованы. Только небольшой подъёмный мост, который де Лоне оставил незащищённым, разделял внешний двор от внутреннего. Наиболее нетерпеливые стали говорить о штурме крепости. Чтобы это предотвратить, Сен-Антуанское предместье послало в крепость присяжного поверенного Тюрио. Он отметил, что пушек в амбразурах уже нет, и де Лонэ уверил его, что не будет стрелять в случае мирного разрешения конфликта, но наотрез отказался сдаваться неуправляемой толпе.
Через полчаса после того, как Тюрио покинул крепость, двое из возбуждённой толпы вскарабкались на поднятый разводной мост и сумели его опустить. Толпа ворвалась во внутренний двор. И здесь у де Лоне не выдержали нервы и он приказал открыть огонь. Густой дым покрыл весь внутренний двор. Вооружённая чем попало толпа начала отвечать ружейным огнём. Нападавшие потеряли 98 убитыми и 73 ранеными. Только один из защитников был ранен. Из ратуши были посланы ещё две делегации, но они уже не смогли достичь крепости.

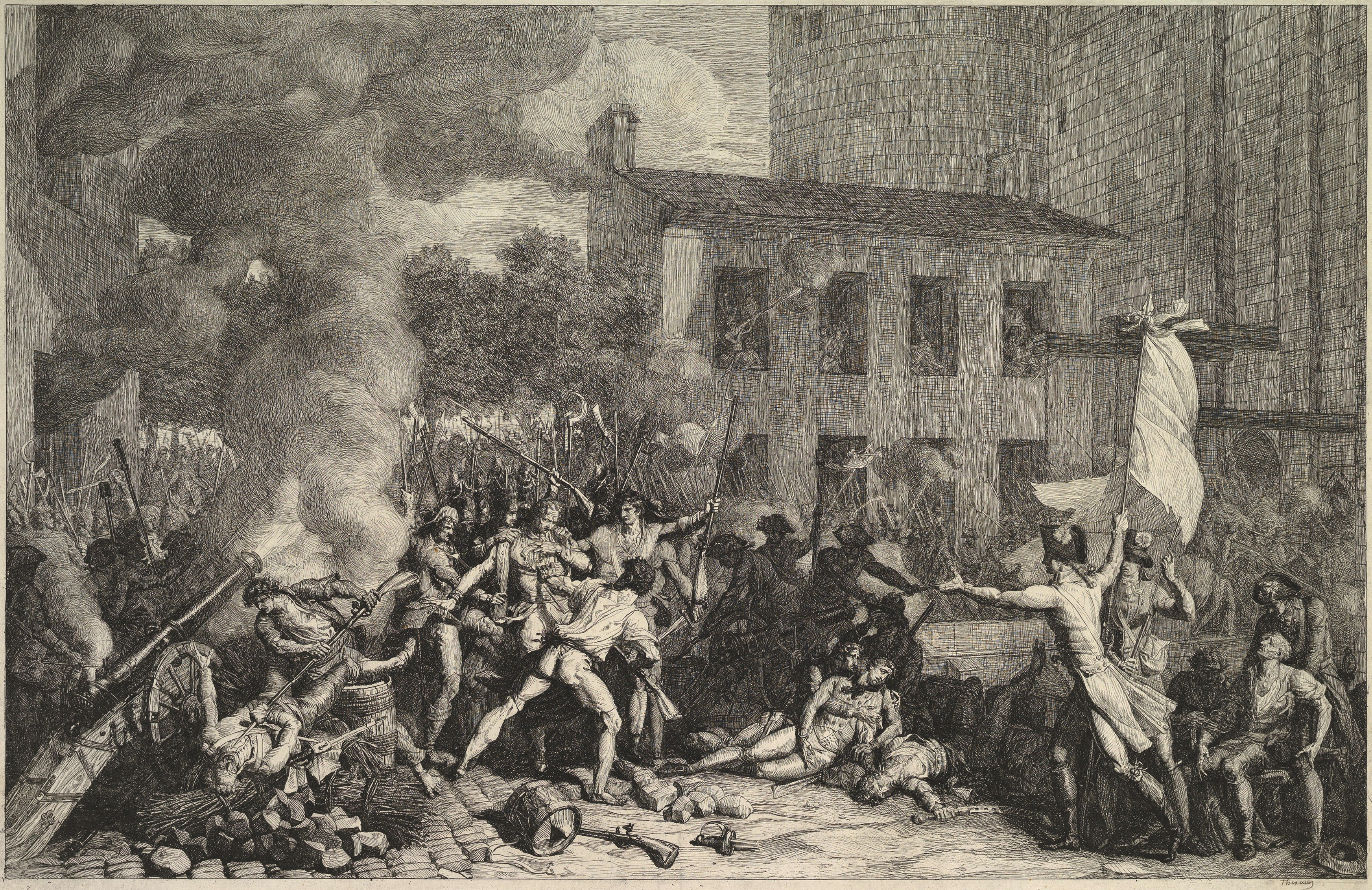
Арест маркиза де Лоне

Около трёх часов отряд французской гвардии и милиции под командованием Юлена появился у крепости с пятью пушками, захваченными этим утром в Доме инвалидов; и почти профессиональная атака на крепость началась. Под прикрытием дыма горящих возов с соломой, которые нападающие втащили во двор, пушки под командованием офицера французской гвардии Эли были направлены прямой наводкой на главный подъёмный мост с трёх направлений. После двух часов артиллерийской канонады над одной из башен появился белый флаг, и записка появилась в трещине ворот. Нападавшие перебросили планку через ров с водой, но первый, попытавшийся перейти, сорвался и погиб. Наконец второму, Станиславу Майяру, судебному приставу, удалось это. Записка гласила, что де Лоне намеревается взорвать крепость, если «почетные условия» сдачи не будут приняты. Но нападавшие уже были полны решимости взять крепость несмотря ни на что и снова открыли пушечный огонь.
Защитники крепости предотвратили выполнение комендантом его угрозы взорвать крепость и, наконец, опустили подъёмный мост. Толпа ворвалась во внутренний двор. Бастилия пала.
Юлен и Эли гарантировали безопасность защитников крепости, и комендант Бастилии маркиз де Лоне под конвоем был отправлен в ратушу. Но на Гревской площади жаждавшая мести толпа вырвала его из рук конвоя. Коменданту Бастилии отрубили голову, вздернули её на пику и понесли по городу. Такая же судьба постигла его трёх офицеров и трёх солдат, а также купеческого старшину Парижа Флесселя, который выдал народу вместо ящиков с оружием ящики с тряпьём: Флессель был убит, когда его вели на допрос, а его голова оказалась на пике.

## Результат и последствия
Когда Людовику XVI сообщили о парижских событиях и взятии Бастилии, он воскликнул: «Но ведь это бунт!». Находившийся тут же герцог Лианкур возразил: «Нет, государь, это революция!» (фр. Mais, c'est une révolte! Non, sire, c'est une revolution!).

### Революция
И действительно, парижское народное восстание 12—14 июля 1789 года, кульминационным пунктом которого явилось взятие Бастилии, послужило началом первой французской революции, в корне изменившей весь облик страны. В сознании современников и последующих поколений взятие Бастилии стало символом падения абсолютистского режима. С 1880-х годов день 14 июля стал национальным праздником Франции.
Ближайшим последствием падения Бастилии явилось то, что король отказался от планов государственного переворота. Он не согласился последовать совету графа д’Артуа и принцев бежать в Мец, где стояла 30-тысячная армия маркиза Буйе, чтобы во главе этой армии вернуться в Париж и наказать «бунтовщиков». 15 июля король явился в Учредительное собрание и заявил, что отзывает войска из Парижа и вверяет свою безопасность Собранию, которое он впервые удостоил назвать «Национальным собранием». На другой день министерство Бретейля — Брольи, которое современники наградили насмешливым прозвищем «сточасового министерства» (фр. ministere de cent heures), получило отставку. Неккер был возвращен к власти, но сколько-нибудь крупной роли он уже больше не играл. Положение Учредительного собрания как представителя всей нации и носителя верховной власти в стране было упрочено. 15 июля в ратуше собрались парижские выборщики и члены Постоянного комитета и избрали мэром Парижа члена Учредительного собрания Байи, председательствовавшего на знаменитом заседании 23 июня, а маркиза Лафайета — командующим Национальной гвардией Парижа.
Посетивший 17 июля парижскую ратушу король утвердил эти назначения и принял из рук Байи трёхцветную кокарду, символизировавшую победу революции и присоединение к ней короля (красный и синий — цвета парижского герба, белый — цвет королевского знамени, отсюда и трёхцветное знамя, ставшее национальным знаменем Франции).
Граф д’Артуа в тот же день покинул Версаль и вместе с семьей уехал в австрийские Нидерланды. Вслед за ним за границу последовали принцы Конде и Конти, герцог Полиньяк, маршал Брольи, барон Бретейль и многие другие. Началась первая эмиграция аристократии.

### Революционное насилие

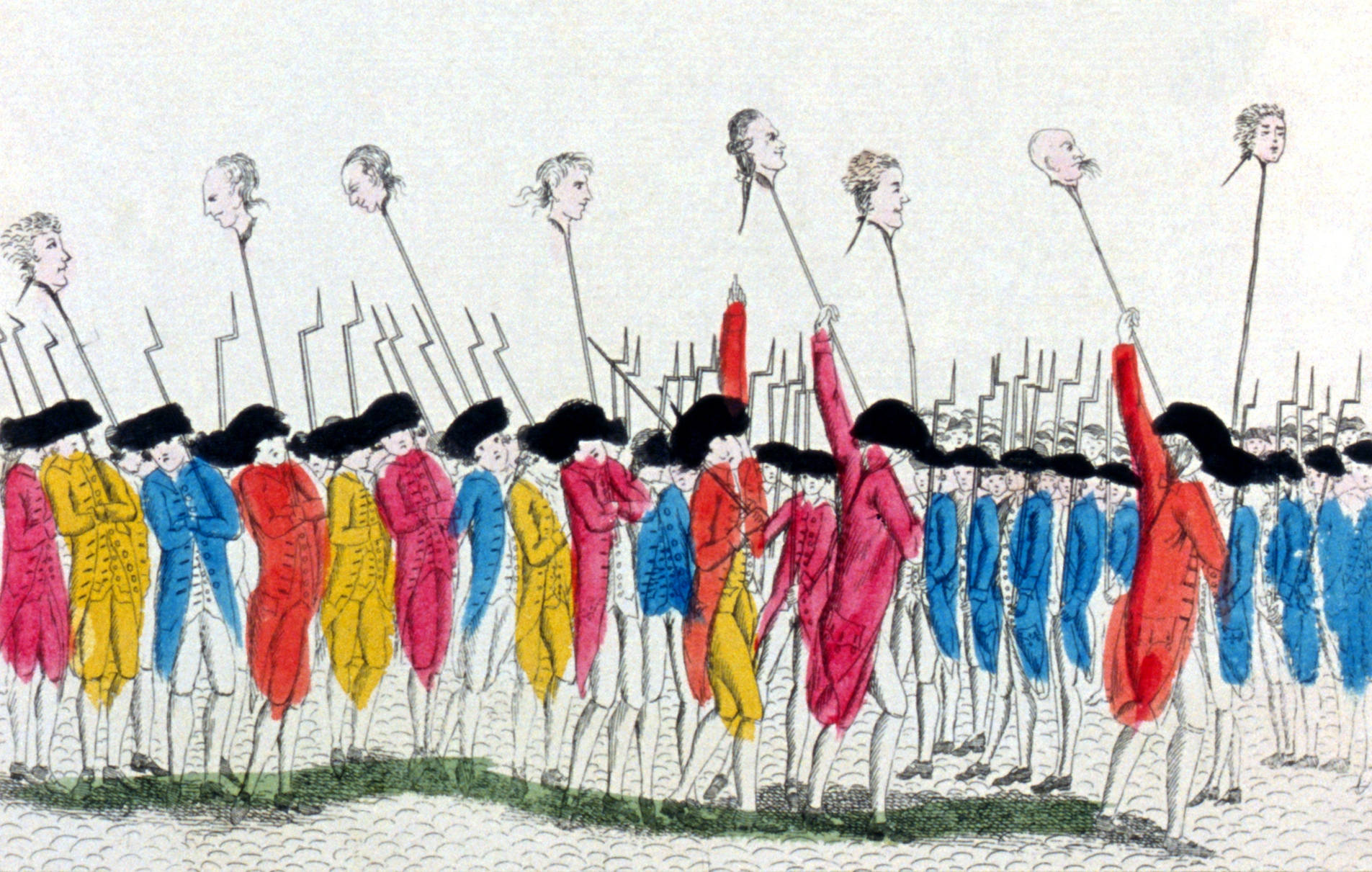
Революционное насилие

Немногие считали, что аристократия сложила оружие, и слухи о заговорах продолжали циркулировать. По одной из версий английская эскадра стояла в ожидании у побережья Бреста. 22 июля был задержан и доставлен в ратушу статский советник Фулон, старик 74 лет, который, занимая в прошлом различные должности по финансовому и интендантскому ведомствам, запятнал себя взяточничеством и хищениями. Фулону приписываются слова: «Если бы я был министром, я заставил бы французов есть сено». В ратуше пытались организовать некоторое подобие суда над Фулоном, но ворвалась толпа, схватила старика, выволокла его на площадь и тут же вздернула на фонаре. Труп Фулона сначала волокли по улицам, затем разорвали на части, а голову Фулона, надетую на пику, с пучком сена во рту, допоздна носили по городу. В этот же день был задержан и зять Фулона, интендант Парижа и провинции Иль де Франс Бертье де Совиньи. Когда Бертье вели в ратушу, в лицо ему тыкали пику с головой Фулона, покрытой кровью и грязью, и бросали в него куски чёрствого чёрного хлеба, крича: «Вот тот хлеб, который ты заставлял нас есть!». Из ратуши Бертье отправили под конвоем в тюрьму. Но по дороге толпа схватила его и потащила на фонарь. Бертье вырвался, схватил у конвоира ружье и стал отбиваться, но тут же пал, пронзенный множеством пик. Этому насилию были свойственны архаичные, идущие ещё от средневековых жакерий черты. Но это насилие со всеми его крайностями было одним из важнейших факторов развития и углубления революции, как и давало повод для нападок на революцию.
Эти убийства вызвали решительный протест, но теперь часть буржуазии, реагируя на очевидную опасность, присоединилась к народу в его ярости — «А так уж эта кровь так чиста?» — восклицал Барнав перед Учредительным собранием. Тем не менее, вряд ли кто-то мог отрицать, что множественные казни должны прекратиться. В июле Ассамблея создала «комитет Расследования», прототип Комитета общественной безопасности; и муниципалитет Парижа организовал другой, явившийся первым революционным комитетом.
При обсуждении вопроса о праве тайны личной переписки в течение лета 1789 года, депутаты всех представительств, от маркиза д’Арси и Тарже, члена Французской академии, до Барнава и Робеспьера, твердо утверждали, что нельзя в военное время, как и во время революции, управлять так же, как и в мирное время, другими словами, что права, гарантированные всем гражданам в мирное время, зависели от обстоятельств во времена чрезвычайные. Этому предстояло стать основополагающим принципом Революционного Правительства 1793 года.

## Участники штурма
Известны три списка «победителей Бастилии» (фр. vainqueurs de la Bastille), списки тех, кто принимал участие в штурме крепости. В одном списке названы 871 имя, в другом — 954, в третьем — 662. Третий список был составлен Станиславом Майяром, одним из героев взятия Бастилии, и хотя этот список неполон, но в нём указаны профессии внесённых в него лиц: гвардейцы, солдаты — 77, коммерсанты — 4, служащие — 5, учитель — 1, подмастерья и рабочие — 149, ремесленники и лавочники — 426.
Встречающееся в исторической литературе утверждение о том, что два брата, князья Голицыны, принимали участие в штурме Бастилии, не более чем миф: Борис Голицын 14 июля находился на водах в Бурбоне, а Дмитрий, хотя и оказался очевидцем штурма, не только не принимал в нём непосредственного участия, но и отнёсся к происходившему крайне отрицательно 
Вопреки расхожему мнению, маркиз де Сад не содержался в Бастилии во время штурма, ещё 2 июля его перевели в приют для умалишённых близ Парижа. Сразу после освобождения он произнёс речь. Крайне интересный архив Бастилии подвергся разграблению, и только часть его сохранилась до наших времён.

## Наследие

Станция метро «Бастилия»

После 14 июля парижский муниципалитет принял решение о сносе Бастилии, а на пустыре поставили табличку с надписью «Désormais ici dansent», что значит «Отныне здесь танцуют». В течение двух месяцев крепость была разрушена общими усилиями горожан. В 1790 году из её камней достроили мост Людовика XVI, который по окончании строительства был переименован в мост Революции, а позднее — мост Согласия. В память о революционных событиях в центре площади Бастилии, разбитой на месте уничтоженной крепости, в 1840 году была воздвигнута Июльская колонна.